# Valentin Adrian Iliescu
Valentin Adrian Iliescu (n. 1 noiembrie 1961, Ploiești, județul Prahova) este un politician român, membru al Parlamentului României. A fost deputat român în legislatura 1996-2000, ales în municipiul București pe listele Partidul Uniunii Naționale Române. În legislatura 2000-2004, Valentin Adrian Iliescu a fost ales deputat pe listele PDSR, care s-a transformat în PSD. În octombrie 2003, Valentin Adrian Iliescu a trecut la PD. În legislatura 2004-2008, Valentin Adrian Iliescu a fost ales pe listele PD care s-a transformat în PDL.
În cadrul activității sale parlamentare, Valentin Adrian Iliescu a fost membru în următoarele grupuri parlamentare de prietenie:
- în legislatura 1996-2000: Regatul Belgiei, Republica Finlanda;
- în legislatura 2000-2004: Regatul Hașemit al Iordaniei, Republica Arabă Siriană;
- în legislatura 2004-2008: Republica Columbia, Republica Estonia, Japonia, Republica Kazahstan, Republica Coreea, India.

## Afaceri
În septembrie 2010 Valentin Adrian Iliescu a cumpărat televiziunea TV Etalon din Râmnicu Vâlcea.
Fiica lui Valentin Adrian Iliescu, Mădălina, deține compania Orange Team care editează mai multe publicații pe online - București News, Giurgiu News, Ilfov News, Călărași News, Orange TV și Orange News.